# Kaprówka
Kaprówka (743 m) lub Wielka Bukowa – szczyt w Beskidzie Małym, pomiędzy Przełęczą Cygańską i Przełęczą Targanicką (Beskidem). Należy do Pasma Bukowca w Grupie Kocierza. Stoki zachodnie opadają do doliny potoku Wielka Puszcza w przysiółku Wielka Puszcza należącym do miejscowości Porąbka, stoki wschodnie do doliny Targaniczanki i miejscowości Targanice.
Przez miejscową ludność góra nazywana była Wielką Bukową lub Bukowiną, na pruskich i austriackich mapach miała nazwę Cygańska, na niektórych mapach PPWK Bukowa Góra. Państwowy rejestr nazw geograficznych podaje nazwę Kaprówka, na mapie Compassu są dwie nazwy: Wielka Bukowa i Kaprówka.
Przez Kaprówkę prowadzi szlak turystyczny. Omija on szczyt, trawersując zachodnie stoki Kaprówki. Można dojść od szlaku na szczyt wyraźną ścieżką, pozbawiony jednak jest on widoków, Kaprówka jest bowiem całkowicie porośnięta lasem. Istnieją polany, ale poza szlakiem turystycznym, na należącym do Targanic stoku wschodnim. Na jednej z nich jest dom.
Przez przełęcz biegnie granica między wsiami Kocierz Rychwałdzki w województwie śląskim (stok południowo-zachodni) i Brzezinka w województwie małopolskim (stok północno-wschodni).
Szlak turystyczny
 Porąbka – Palenica – Bukowski Groń – Trzonka – Przełęcz Bukowska – Porębski Groń – Mała Bukowa – Beskid (Przełęcz Targanicka) – Kaprówka – Przełęcz Cygańska – Góra Cygańska – Przełęcz Kocierska. Czas przejścia: 4:10 h, ↓ 3:40 h